# Asychis collariceps
Asychis collariceps är en ringmaskart som först beskrevs av Augener 1906.  Asychis collariceps ingår i släktet Asychis och familjen Maldanidae. Inga underarter finns listade i Catalogue of Life.